# 증권 중개인
증권 중개인, 증권 중개자 또는 브로커-딜러(broker-dealer)는 금융서비스에서 자신의 계좌로 또는 고객을 대신하여 증권 거래 사업에 종사하는 자연인, 회사 또는 기타 조직이다. 브로커-딜러는 증권 및 파생상품 거래 프로세스의 핵심이다.
많은 증권 중개인이 브로커-딜러 서비스에만 관여하는 "독립" 회사이지만, 다른 많은 증권 중개인은 상업 은행, 투자은행 또는 투자 회사의 사업 단위 또는 자회사이다.
고객을 대신하여 거래 주문을 실행할 때 기관은 중개인 역할을 한다고 한다. 자체 계좌로 거래를 실행할 때 기관은 딜러 역할을 한다고 한다. 딜러 자격으로 고객이나 다른 회사로부터 구입한 증권은 다시 딜러 자격으로 행동하는 고객이나 다른 회사에 판매될 수도 있고 회사 보유 자산의 일부가 될 수도 있다.
증권 거래 실행 외에도 증권 중개인은 뮤추얼 펀드 주식의 주요 판매자 및 유통자이기도 하다.

## 같이 보기
- 중개인
- 주식 중개인
- 상호 펀드